# امبوتونیوم‌برمید
امبوتونیوم‌برمید (به انگلیسی: Ambutonium bromide) با فرمول شیمیایی C۲۰H۲۷BrN۲O یک ترکیب شیمیایی با شناسه پاب‌کم ۸۲۷۶ است. که جرم مولی آن ۳۹۱٫۳۵ گرم بر مول می‌باشد. 